# Chí nguyện quân Nhân dân

Hiệu kỳ của Chí nguyện quân Nhân dân Trung Quốc là lá cờ màu đỏ trơn.

Chí nguyện quân Nhân dân Trung Quốc (giản thể: 中国人民志愿军; phồn thể: 中國人民志願軍; bính âm: Zhōngguó Rénmín Zhìyuàn Jūn - Trung Quốc Nhân dân Chí nguyện quân), tiếng Anh gọi là (Chinese) People's Volunteer Army (PVA hay CPVA, n.đ. 'Quân đội Tình nguyện Nhân dân'  hoặc 'Quân Tình nguyện Nhân dân Trung Quốc'), là một lực lượng quân sự được phái tới Triều Tiên bởi Cộng hòa Nhân Dân Trung Hoa trong cuộc chiến tranh Triều Tiên. Mặc dù về bản chất nó chính là một bộ phận của lực lượng Quân Giải phóng Nhân dân Trung Quốc do Đảng Cộng sản Trung Quốc lãnh đạo, nhưng về hình thức nó lại được tách ra hoạt động độc lập để tránh nguy cơ xảy ra chiến tranh chính thức và trực diện với Hoa Kỳ. Lực lượng này vào Triều Tiên ngày 19 tháng 10 năm 1950, và chỉ rút về sau năm 1958. Ban đầu, nó được chỉ huy bởi Bành Đức Hoài nhưng sau đó chuyển giao cho Trần Canh và Đăng Hoa từ tháng 4 năm 1952 do Bành gặp vấn đề sức khỏe. Ban đầu, lực lượng này chỉ có vỏn vẹn các quân đoàn 38, 39, 40, 42, 50 và 66 với 250.000 người, song đã gia tăng đến 3 triệu người sau khi kết thúc cuộc chiến.

## Lược sử
Mặc dù lực lượng Liên Hợp Quốc lúc đấy là do Hoa Kỳ dẫn đầu và được chỉ huy dưới ban tham mưu chiến trường Hoa Kỳ, nó vẫn được coi là lực lượng "cảnh sát" của LHQ. Để né tránh nguy cơ xảy ra chiến tranh cục diện với Hoa Kỳ và nước Đồng minh, Trung Quốc điều động lực lượng Chí nguyện quân để che giấu tung tích quân đội chính quy của Giải phóng quân Nhân dân Trung Quốc. Cái tên đó trùng với cái tên Chí nguyện quân Triều Tiên, còn được biết tới là nhánh Diên An đã giúp lực lượng Giải phóng quân Trung Quốc trong Chiến tranh Trung-Nhật và Nội chiến Trung Quốc và sau đó giúp đánh lừa tình báo Hoa Kỳ về thực lực quân Trung Quốc tại đây. Thực tế, lực lượng Chí nguyện quân này chính là lực lượng phòng thủ biên giới phía Bắc trong khi các lực lượng sau này là được điều chuyển lên.

## Chiến thuật
Các lực lượng Trung Quốc thường sử dụng phong cách tấn công hai cánh sau lưng các lực lượng LHQ để cho phép mở đường đổ quân. Và nó dường như đã được Trung Quốc sử dụng rất nhiều lần để sử dụng số quân đông đảo trước địch thủ để tạo lợi thế. Chiến thắng trên sông Áp Lục là một cú hích cực lớn cho lực lượng này khi đây là lực lượng Trung Quốc đầu tiên chiến thắng một lực lượng phương Tây trong vòng một thế kỷ qua. Thế nhưng, sau năm 1951, việc bị kéo giãn khâu tiếp tế và các lực lượng LHQ thường vượt trội về mặt hỏa lực buộc trận chiến phải rơi vào thế giằng co. Lực lượng Cộng hòa Dân chủ Nhân dân Triều Tiên được trang bị tốt hơn hẳn so với lực lượng Trung Quốc khi họ xâm lấn Đại Hàn Dân quốc (còn gọi là Hàn Quốc) năm 1950 do được người Nga trang bị tận răng. Các lực lượng Trung Quốc thường chỉ được trang bị với các khí tài lấy được từ tay quân Trung Quốc Quốc dân đảng và Nhật Bản.
Sử gia Bevin Alexander, một cựu binh chiến tranh Triều Tiên, giải thích về chiến thuật của quân Trung Quốc trong cuốn Làm sao để thắng cuộc chiến:

"Quân Trung Quốc không hề có không quân và chỉ có súng trường, súng máy, lựu đạn và pháo. Để chống lại một lực lượng Hoa Kỳ được trang bị tận răng, họ áp dụng một chiến thuật họ đã dùng chống lại quân Quốc dân Đảng trong cuộc nội chiến từ 1946-1949. Quân Trung Quốc tấn công vào đêm và thường nhắm vào những lực lượng nhỏ—chủ yếu là một tiểu đoàn—rồi tấn công bằng số đông. Phương thức thường thấy là họ nhắm tới các toán quân nhỏ, chủ yếu là các tiểu đoàn–từ 50 đến 200 người–và chia đôi ra. Một đội làm nhiệm vụ chặn đường thoát của quân Hoa Kỳ trong khi đội còn lại thì bủa vây nhiều cánh trong các cuộc phục kích có kế hoạch trước. Các cuộc tấn công tiếp tục cho đến khi quân phòng thủ bị diệt hoặc buộc phải rút lui. Quân Trung Quốc sau đó lại tiếp tục mở cánh như vậy và lặp lại phong cách tấn công đó với các tiểu đoàn tiếp theo."

Sử gia Roy Appleman giải thích sâu hơn:

"Trong các cuộc tấn công đầu, lính tác chiến chuyên nghiệp Trung Quốc mở màn cuộc tấn công, thường chỉ được hỗ trợ bằng pháo cối. Những cuộc tấn công của họ cho thấy quân Trung Quốc là những binh lính được khổ luyện, đặc biệt là vào đêm. Họ là những nghệ nhân của chiến tranh đánh chặn. Lính của họ khá thành công khi định vị lực lượng LHQ. Họ lên kế hoạch tấn công bên rìa của đối phương, chặn họ khỏi đường tiếp tế và rút chạy, rồi sử dụng các đợt tấn công trực diện và cánh. Họ cũng sử dụng chiến lược mà gọi là Hachi Shiki, vốn là đội hình V để bẫy địch khi đối phương cố tìm cách ứng viện. Những chiến lược kiểu đấy rất thành công cho Trung Quốc ở Onjong, Unsan, và Ch'osan, nhưng chỉ có ít thành công ở Pakch'on và chân cầu Ch'ongch'on."